# Tarphius peruvianus
Tarphius peruvianus is een keversoort uit de familie somberkevers (Zopheridae). De wetenschappelijke naam van de soort werd in 1969 gepubliceerd door Franz.